# Schistophleps hyalina
Schistophleps hyalina är en fjärilsart som beskrevs av Bethune-Baker 1908. Schistophleps hyalina ingår i släktet Schistophleps och familjen björnspinnare. Inga underarter finns listade.